# إيميل إراسموس
إيميل إراسموس (بالإنجليزية: Emile Erasmus) هو منافس ألعاب قوى جنوب أفريقي، ولد في 3 أبريل 1992 في بريتوريا في جنوب أفريقيا.

## وصلات خارجية
- إيميل إراسموس على موقع الاتحاد الدولي لألعاب القوى (الإنجليزية)